# 石鐵隕石

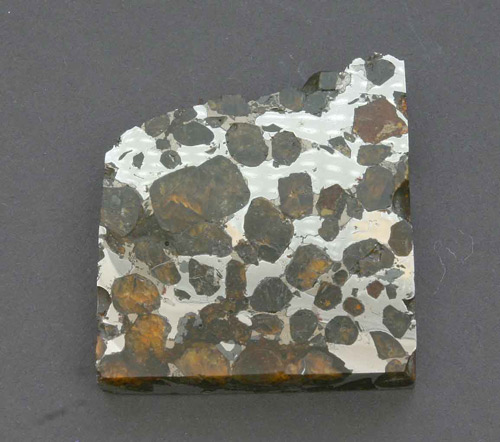
布拉辛橄欖隕鐵的切片，清楚地顯示在金屬基質中懸浮的大橄欖石晶體。

橄欖隕鐵在分類上是石鐵隕石的一種。

## 結構與成分
它包含釐米尺度的橄欖石晶體，一種在鐵鎳 矩陣內的橄欖石成分。粗金屬區域在蝕刻後會出現魏德曼花紋，微量的成分有磷鐵石、隕硫鐵、鉻鐵礦、輝石、和磷酸鹽（白磷鈣礦、磷鎂鈣石、磷鎂石、和磷鈣鈉石）。

## 分類和子群

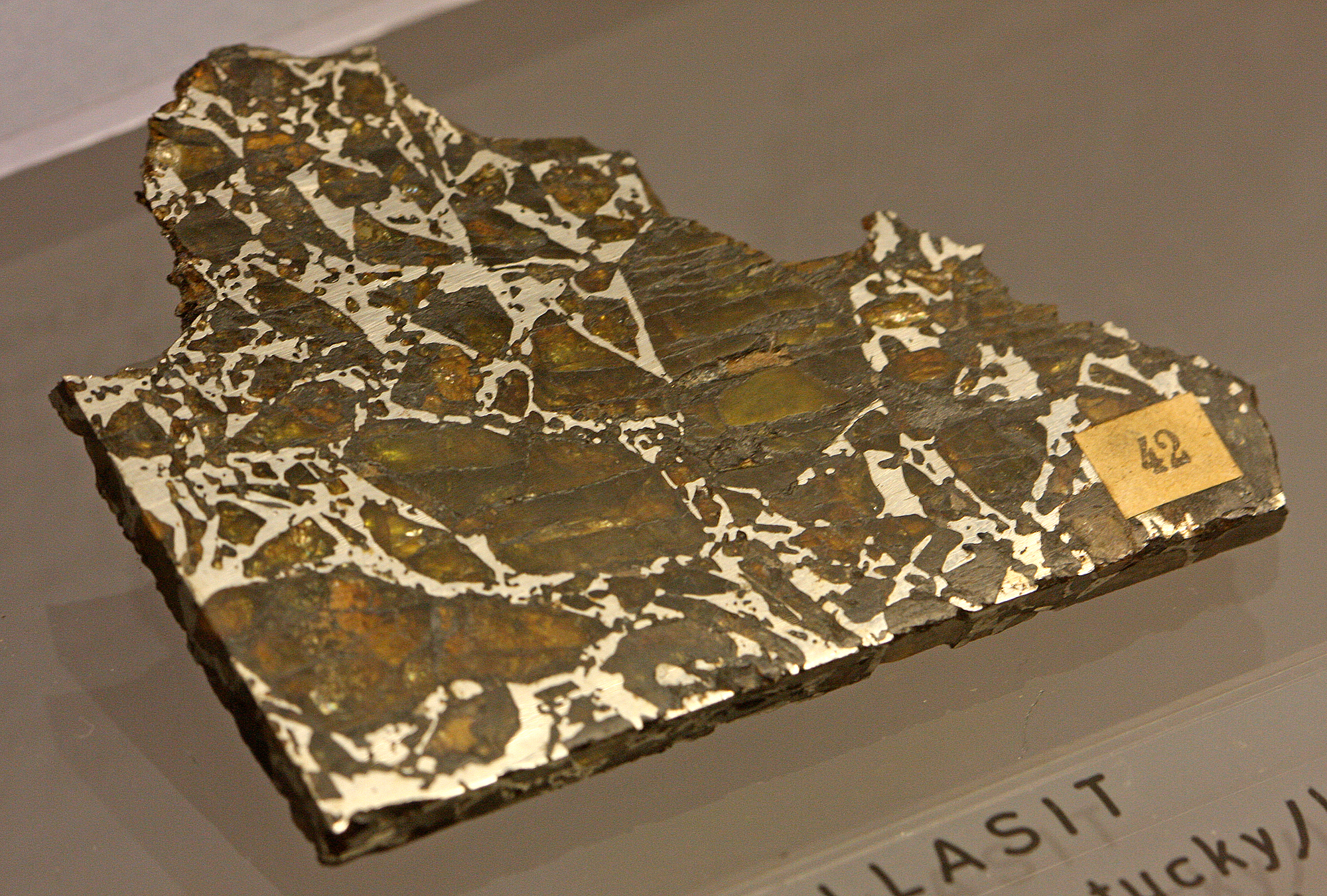
鷹站，ES群。

利用氧同位素、隕鐵和矽酸鹽的組成，橄欖隕鐵分為4個子群：
- 主群（PMG）：幾乎所有的橄欖隕鐵。
- 鷹站子群（PES）：只有4個樣本。它們與IIF鐵有關。
- 輝石子群（英语：Pyroxene Pallasite grouplet）（PPX）：僅有Vermillion（英语：Vermillion meteorite）和大和8451（英语：Yamato 8451）。它們的名稱來自高含量的輝石（大約5%），金屬基顯示細緻的八面體魏德曼花紋。
- 未分組的石鐵隕石（P-ung）：不適合歸類於任何群或子群的樣本。

## 起源
橄欖隕鐵曾經一度被認為是已經分異的小行星被撞擊而四散濺射出介於核心和地涵邊界部分的物質。另一種新提出的的理論認為，大規模撞擊事件可以引發已經分異的小行星的地涵和核心物質的部份混合並且被濺射到宇宙空間，橄欖隕鐵的形成就是這一事件的結果。

## 歷史
一個常見的錯誤是將它們的名稱和2號小行星智神星相連結，但實際上名稱源自德國的博物學家彼得·帕拉斯（1741-1811），他於1772年在西伯利亞山區的克拉斯諾亞爾斯克發現質量680公斤的隕石。帕拉斯在1776年對克拉斯諾亞爾斯克質量的敘述，在1790年代被E.F.F.克拉尼引用做為隕石墜落在地球上的一個例證，而他的論述被當時大多數的科學家認為是童話。這塊岩石與當地所有的岩石或礦石不同（如此大塊的岩石也不可能是在意外中被運送到此地），但是他的一些金屬成分和在完全不同的區域中找到的其他幾顆相似。

## 墜落橄欖隕鐵
橄欖隕鐵是一種罕見的隕石，包括在南極洲發現的10顆和4顆墜落隕石，已經發現的總數只有61顆 。依照墜落的時間順序排列：
民內歐：義大利的西西里。在1826年5月，觀察到一顆明亮的流星，夾雜著咆哮的聲音呼嘯而落，但只蒐集和保留到46公克的隕石。
Zaisho：在日本，於1989年2月1日出現火球之後，發現330公克的墜落隕石。
Marjalahti：蘇聯的卡瑞利亞，在一顆明亮的流星出現和爆炸之後，大量的隕石落下，在1902年6月發現了45公斤的隕石。在當時墜落的地點仍屬於芬蘭的領土，Marjalahti隕石的主要部分現在保存在赫爾辛基大學的地質博物館。
 奧墨隆：蘇聯的奧墨隆區域，倫迪爾種在1981 年 5 月 16 日觀察到隕石下降，並且在兩年後發現250公斤的隕石。一個氣象觀測站在同一天觀測到一個火球，證實了這次的隕石墜落。

## 知名的橄欖隕鐵
橄欖隕鐵雖然罕見，但博物館或收藏家保存有相当数量的橄欖隕鐵，并足供研究之用。因為部分发现甚钜，有的質量還大於一公噸：
- 布倫罕：1890年發現於美國堪薩斯州，在海薇蘭坑的淺坑中散佈著大約20塊碎片，總質量約1,000公斤。其后，陆续發現更多，包括一顆在地下5尺，重達454公斤的隕石，使得總質量累积至4.3公噸。芝加哥的自然史博物館收藏了其中一塊重487公斤的隕石。2005年和2006年，陆续在阿肯色州的史蒂夫阿諾德和德克薩斯州的菲爾馬尼又挖掘出一些大隕石，最重的有650公斤[11][12]。
- Huckitta：1937年在澳大利亞北領土發現，質量重1400公斤。更早前，1924年在愛麗絲泉所發現重1公斤的隕石是它的碎片。
- 阜康隕石：2000年在中國新疆省發現，質量1003公斤。
- Imilac：1822年即在智利的亞他加馬沙漠中發現，有些質量達到200公斤，總質量大約920公斤。
- 巴亨隕鐵：1810年即在白俄羅斯哥麥爾地區發現，在散佈區發現了許多顆粒，總質量大約是820公斤。2002年又在3公尺深處發現一塊227公斤的隕石。
- 艾斯開爾：1951年在阿根廷秋波发现的一塊隕石，重755公斤。發現前埋嵌在土壤中。
- 帕拉索夫卡：1990年在俄罗斯帕拉索夫卡（Pallasovka）地区發現一塊重198公斤的橄欖隕鐵，该陨铁命名為帕拉索夫卡，以尊崇德意志博物学家彼得·帕拉斯18世紀时在這個地區旅行時所進行的地質學研究。巧合的是，与橄欖隕鐵的命名相同，该城镇帕拉索夫卡也是为纪念彼得·帕拉斯而得名。
- 克拉斯諾亞爾斯克：1749年於前蘇聯葉尼塞的克拉斯諾亞爾斯克南方大約233公里处發現一塊大約700公斤的隕石。前述彼得·帕拉斯在1772年见到后，将它運送到克拉斯諾亞爾斯克。主塊重515公斤，現保存在莫斯科的科學研究院。这是史上第一块发现的橄欖隕鐵，也是当时论证陨石来自宇宙的重要证明之一。

## 科幻
在超人再起的電影中，萊克斯·盧瑟從都會區的自然史博物館偷走的氪里普顿標本被標示為橄欖隕鐵。橄欖隕鐵包含的橄欖石結晶，外觀類似電影中綠色的氪里普顿晶體。

## 外部連結
- Pallasite images （页面存档备份，存于） from Meteorites Australia - Meteorites.com.au
- (AP) "Unusual meteorite found in wheat field" October 17 2006
- Legend of Glorieta Mountain Discovery of a large pallasite in New Mexico